# Trogloconcha christinae
Trogloconcha christinae is een slakkensoort uit de familie van de Larocheidae. De wetenschappelijke naam van de soort is voor het eerst geldig gepubliceerd in 2003 door Geiger.